# Том Генкс
То́мас «Том» Дже́ффрі Генкс (англ. Thomas "Tom" Jeffrey Hanks; нар. 9 липня 1956, Конкорд, Каліфорнія) — американський актор і продюсер, який починав у комедіях для сімейного перегляду («Великий», 1988), але отримав загальне визнання як серйозний драматичний актор і отримував «Оскар» два роки поспіль — за головні ролі у фільмах «Філадельфія» (1993) і «Форрест Ґамп» (1994). Також відомий завдяки фільмам «Великий», «Врятувати рядового Раяна» і «Вигнанець», за гру в яких Том був номінований на премію «Оскар».
Окрім вище згаданих фільмів грав у таких фільмах як: «Аполлон-13», «Зелена миля», «Вам лист» та у мультфільмі «Історія іграшок», де він озвучував ковбоя Вуді. Крім оскароносних ролей, Генкс відомий спільними роботами з режисером Стівеном Спілбергом. Фільми за участю Генкса зібрали близько 10 мільярдів доларів. Найприбутковіший з його фільмів — «Історія іграшок 3».

## Біографія

### Юні роки
Том Генкс народився 9 липня 1956 року в Конкорді, штат Каліфорнія. Його батько, Амос Мелфорд Генкс (1924—1992), був віддаленим родичем матері Авраама Лінкольна. Батьки розлучилися, коли хлопчикові було 5 років, і його виховував батько-кухар, сім'я не зупинялася довго на одному місці.

### Успіх у кіно
Том рано виявив цікавість до акторства, грав на шкільній сцені, потім вивчав акторське мистецтво в Каліфорнійському університеті, але надавав перевагу практиці в невеликій драматичній групі. Потім переїздів з місця на місце, грав шекспірівські ролі в різних театрах і нарешті отримав пропозицію знятися в телесеріалі «Нерозлучні друзі» (1980⁣–1982), де його помітили й запросили у велике кіно. Це був «Сплеск» (1984), де йому довелося закохатися в русалку (Деріл Ганна), що запливла в бухту великого міста.
Комерційно невдалою виявилася велика робота Генкса у фільмі «Багаття марнославства» Браяна Де Пальми (1990, за романом Тома Вульфа). Роль Шермана Маккоя, «господаря всесвіту», волл-стрітського фінансиста, життя якого відразу розбивається вщент через віроломство коханки (Мелані Гріфіт) і прудкість журналіста (Брюс Вілліс), критика відзначила як маловиразну, а фільм провалився в прокаті.
Після «Їхня власна ліга» (1992), для якої Генкс набрав вагу за допомогою морозива, йому почало щастити. У 1993 він зіграв дві безпрограшні ролі: батька-одинака в ліричній комедії «Несплячі в Сієтлі» (з Мег Раян), вмираючого від СНІДу молодого адвоката в драмі «Філадельфія» (1993), яка шокувала глядачів своїм фізіологічним реалізмом і принесла Генксу «Оскара». Коли його змарнілий, виснажений хворобою герой бродить по кімнаті, прикований до металевої стійки, на якій закріплена посудина з кров'ю, він схожий на тінь. Критики писали із захопленням, що Генкс ніби повторив акторський подвиг Де Ніро, коли заради переконливості створюваного характеру схуд на 10 кілограмів.
Наступного року, коли на екрани вийшов «Форрест Гамп», Генкс став справді тріумфатором. У класичній ролі аутиста, що проживає разом зі всією країною майже всю другу половину 20-го століття та зустрічається з безліччю харизматичних осіб, Том Генкс перетворився разом зі своїм персонажем на справжнього національного героя. Отримавши за цю роботу «Оскар», Генкс став другим (після Спенсера Трейсі) актором, кому вручили цю нагороду двічі поспіль.
«Аполлон-13» (1995) Рона Говарда — історія невдалого польоту на Місяць, в якому маса людей проявила чудеса героїзму. Багато хто ходив дивитися цей фільм кілька разів у надії — а що як долетять? Вперше надягаючи спеціальний «антигравітаційний» скафандр, Том Генкс сказав: «Мрія збулася, хлопці». Він прямо-таки злився зі своїм героєм, Джимом Ловелом (співавтором книги «Втрачений Місяць», за якою поставлений фільм). А знаменита фраза «Х'юстон, у нас проблеми» пішла в народ.

У фільмі «Зелена миля» у ролі Пола Еджкомба

Більше «Оскарів» Генксу не давали, однак відзначили безліччю громадських нагород за «Врятувати рядового Раяна» (1998) Спілберга. Його гонорар за «Сплеск» склав 70 тисяч доларів. За «Історію іграшок» (1995) — 50 тисяч, а за «Історію іграшок — 2», (1999) тільки за голос — 5 млн.
У 1996 р. Том Генкс дебютував в кіно як режисер, знявши в підкреслено документальній манері історію молодіжного ансамблю, що розпався після свого першого хіта. «Те, що ти робиш» не став великим одкровенням, хоч і заслужив доброзичливу оцінку з боку критики.
Стрічка Стівена Спілберга «Врятувати рядового Раяна» (Saving Private Ryan, 1998), що стала одним з головних фільмів на врученні «Оскара», в черговий раз підкреслила популярність Генкса як драматичного актора.
У 1999 році актор зіграв головну роль у фільмі «Зелена миля» режисера Френка Дарабонта, за мотивами однойменного роману письменника Стівена Кінга. Актор у фільмі зіграв Пола Еджкомба — охоронця у в'язниці для смертників.
У 2000 році Том знявся у фільмі режисера Роберта Земекіса «Вигнанець». Актор у фільмі зіграв Чака Ноланда, інспектора служби доставки FedEx, який після авіакатастрофи потрапляє на безлюдний острів. Під час зйомок цього фільму актор здійснив неймовірний «подвиг»: він спершу набрав кілька кілограмів, а потім завдяки строгій дієті схуд більш ніж на 10 кг, та сам Том говорив, що це було того варте, він був задоволений роботою.

### Нагороди
- Кавалер ордена Почесного легіону[12].
- «Оскар» (1993, 1994)
- «Золотий глобус» (1989, 1994, 1995, 2001)
- MTV Movie Awards (1994)

### Особисте життя
Одружений з актрисою Рітою Вілсон, з якою виростив двох дітей — Честера і Трумена. Також у нього є донька і син від першого шлюбу (з Самантою Льюїс). Син Колін теж актор.
Том Генкс перед одруженням з Рітою Вілсон вирішив прийняти православ'я і є парафіянином Константинопольської православної церкви.
У грудні 2019 року Генкс отримав грецьке громадянство. Свій грецький паспорт актор разом із дружиною отримали тільки в серпні 2020 року.
Колекціонує друкарські машинки та друкує невеликі твори, не користуючись при цьому комп'ютером.
У березні 2020 року Генкс повідомив, що він із дружиною захворів на коронавірус.. 16 березня їх виписали з лікарні.
2025 року Генкс заявив про тимчасовий переїзд із США на знак протесту проти обрання Трампа президентом..

## Літературна творчість
У 2018 році в Україні вийшла друком збірка оповідань «Історії, наклацані на друкарській машинці», які відкривають читачеві різну Америку і різну американськість. Генксовому стилю притаманні кінематографічність, вишукана простота, влучність метафор та увага до деталей. Його акторську гру цінують за чесність та чуттєвість, ці риси Том Генкс привносить й у свої художні твори.

## [23]Примітки
1. ↑  SNAC — 2010.
2. ↑  Internet Broadway Database — 2000.
3. 1 2  Том Хэнкс стал гражданином Греции. Islandlifu.ru. Процитовано 26 серпня 2020.
4. ↑  http://hollowverse.com/tom-hanks/
5. ↑  https://starsunfolded.com/tom-hanks/
6. ↑  WGA Find a Writer
7. ↑  DGA Member Directory — ISSN 0419-2052
8. ↑  Lawrence M. Hanks, Associate Professor — University of Illinois at Urbana-Champaign.
9. ↑  Female Nomad and Friends Interview: Sandra Hanks Benoiton. Архів оригіналу за 15 липня 2013. Процитовано 10 липня 2012. [Архівовано 2013-05-23 у Wayback Machine.]
10. ↑  Grimes, William (28 березня 1995). 'Forrest Gump' Triumphs With 6 Academy Awards. The New York Times. Архів оригіналу за жовтень 21, 2010. Процитовано 10 травня 2014.
11. ↑  Tom Hanks reveals diabetes diagnosis: Did fluctuating weight play a role?
12. ↑  Том Генкс отримає орден Почесного легіону. Архів оригіналу за 11 жовтня 2016. Процитовано 29 серпня 2016.
13. ↑  Tom Hanks Profile
14. ↑  Том Хэнкс счастлив ощущать себя членом Православной церкви
15. ↑  I Am TOM. I Like to TYPE. Hear That?
16. ↑  Том Генкс та його дружина заразились коронавірусом, LB, 12 березня 2020
17. ↑  В актора Тома Генкса і його дружини виявили коронавірус, Радіо Свобода, 12 березня 2020
18. ↑  «Сильні болі в тілі» — Том Генкс розповів, як переносив коронавірус//Gazeta.ua, 20 квітня 2020
19. ↑  Melas, Chloe (16 березня 2020). Tom Hanks and Rita Wilson released from the hospital following coronavirus diagnosis. CNN International. Процитовано 20 березня 2020.
20. ↑  Раян Гослінг, Річард Гір, Том Генкс та інші: хто з голлівудських зірок "втік" з США і чому. РБК-Украина (укр.). Процитовано 21 березня 2025.
21. ↑  Генкс Т. Історії, наклацані на друкарській машинці//Пер. з англійської Н. Агаджаняна. — Львів: Видавництво Старого Лева, 2018. — 440 с. ISBN 978-617-679-541-4. Архів оригіналу за 17 серпня 2018. Процитовано 17 серпня 2018. [Архівовано 2018-08-17 у Wayback Machine.]
22. ↑  База даних малих космічних тіл JPL: Том Генкс (англ.) .
23. ↑  Tom Hanks Detailed Profile. Trend Setter LIVE (амер.). Архів оригіналу за 13 вересня 2022. Процитовано 5 серпня 2022.